# Vinsjön, Ångermanland
Vinsjön är en sjö i Nordmalings kommun i Ångermanland och ingår i Lögdeälven-Husåns kustområde.